# Juan Hidalgo de Polanco
Pour les articles homonymes, voir Juan Hidalgo.
Juan Hidalgo de Polanco (ou, selon les sources, Juan Hidalgo Polanco, mais il est de coutume dans la musicologie de le désigner Juan Hidalgo, ainsi qu’il signait ses partitions ; Madrid, 28 septembre 1614 – ibid., 31 mars 1685), est un compositeur espagnol de la période baroque. Harpiste à la cour de Madrid, il est l'auteur de la plus ancienne partition à ce jour entièrement conservée d'un opéra espagnol (bien que l’intitulé « opéra » n’existait pas à cette époque, aussi bien en Espagne qu’en Italie, les deux seuls pays où ce genre lyrique assimilé proliférait). Il s'agit de Celos aun del aire matan (1660), sur un livret de Calderón de la Barca. On y retrouve déjà les premiers éléments d'un style national proprement hispanique, ce qui contribua à faire de Juan Hidalgo l'un des auteurs de musique théâtrale les plus connus de la seconde moitié du XVIIe siècle.

## Parcours artistique
En 1631, âgé alors de 17 ans, Juan Hidalgo est admis comme harpiste et clavicordiste à la Real Capilla (« la chapelle royale ») et y reste jusqu'à sa mort, de surcroit en y devenant l'un des plus importants musiciens à la cour. En 1658 il met en musique l'œuvre d'Antonio de Solís Triunfos de amor y fortuna (« Triomphes d'amour et de fortune »), créée le 27 février de la même année. Il met aussi en musique tout un ensemble de livrets de Pedro Calderón de la Barca, collaboration qui commence au moins en 1653 avec Fortunas de Andrómeda y Perseo ; et qui se poursuivra, notamment avec El laurel de Apolo (« Le Laurier d'Apollon »), l'une parmi les premières œuvres musicales à être désignée comme étant une zarzuela. Il collabore à nouveau à de nombreuses reprises avec Calderón de la Barca, mais aussi avec d'autres dramaturges de l'époque, comme Juan Bautista Diamante, Francisco de Avellaneda ou Juan Vélez de Guevara.
De son temps Hidalgo fut le principal compositeur de musique théâtrale et profane à la cour d'Espagne. Il fut très prolifique et jouit d'une grande popularité tout au long de sa carrière. Son rôle dans l'histoire du théâtre musical espagnol peut être comparé à celui de Henry Purcell en Angleterre ou encore à celui de Jean-Baptiste Lully en France. Compositeurs qui toutefois n’écriront des œuvres lyriques que quelques décennies après les premières œuvres lyriques de Hidalgo.
Il composa au moins sept œuvres religieuses allégoriques, destinées à être représentées lors des fêtes du Corpus Christi (la Fête-Dieu). Entre ses œuvres composées à la cour on trouve des pièces chantées pour des comédies et une diversité de zarzuelas et opéras (ou assimilés). Il laissa aussi un grand nombre de villancicos et une importante production de musique liturgique.
En dehors de ses créations musicales, Hidalgo de Polanco s'est vu attribuer, par certains historiens, l'invention d'un nouvel instrument qu'il aurait baptisé avec le nom de «claviharpa», instrument peut-être précurseur du clavi-harpe, dont l'invention est aussi attribuée à J. C. Dietz, mais en 1813.

## Œuvres
Seule une partie très réduite de son œuvre musicale religieuse (issue de son office au sein de la Real Capilla) est conservée, à cause de l'incendie de l'Alcazar de Madrid en 1734. Pour ce qui est de ses œuvres de musique profane il composa de la musique pour des œuvres de scène (opéras, zarzuelas, comédies…), tonos humanos, duos, villancicos et des autos sacramentales. De Celos aun del aire matan, une transcription et harmonisation en version opéra a été menée par le musicologue espagnol José Subirá et publiée par l'Institut d'Estudis Catalans. José Subirá avait mis la main en 1927 sur un manuscrit dû à un copiste, au Palais de Liria (à Madrid). La partition qu’il en a publiée date de 1933. Mais en 1942, un autre manuscrit est également retrouvé, à Evora au Portugal, dû à un autre copiste, qui fera l’objet d’une autre publication de partition en 1981.
- 1653 - Fortunas de Andrómeda y Perseo (Calderón de la Barca) / Œuvre mythologique
- 1656 - Pico y Canente (Luis de Ulloa y Pereira) / Comédie pastorale
- 1657 - El golfo de las sirenas (Calderón de la Barca) / Zarzuela (musique probablement écrite par Hidalgo, mais sans certitude)
- 1657 - El laurel de Apolo (Calderón de la Barca) / Zarzuela (musique disparue)
- 1658? - Triunfos de amor y fortuna (Antonio de Solís) / Œuvre mythologique (en collaboration avec Cristobal Galán)
- 1659 - La púrpura de la rosa (Calderón de la Barca) / Opéra (musique disparue)
- 1660 - Celos aun del aire matan (Calderón de la Barca) / Opéra (musique conservée, instrumentation disparue mais par la suite reconstituée)
- 1661 - Eco y Narciso (Calderón de la Barca) / Comédie pastorale
- 1661 - El hijo del Sol, Faetón (Calderón de la Barca)
- 1662 - Ni Amor se libra de amor (Calderón de la Barca) / Zarzuela (disparue)
- 1670 - La estatua de Prometeo (Calderón de la Barca) / Zarzuela
- 1670 - Fieras afemina amor (Calderón de la Barca)
- 1672 - Los celos hacen estrellas (Juan Vélez de Guevara) / Zarzuela (musique conservée)
- 1672 - Los juegos olímpicos (Agustín de Salazar y Torres) / Zarzuela
- 1675 - El templo de Palas (Francisco de Avellaneda)
- 1675 - Endimión y Diana (Melchor Fernández de León) / Zarzuela
- 1675 - Contra el amor desengaño (Melchor Fernández de León) / Zarzuela
- 1678 - Alfeo y Aretusa (Juan Bautista Diamante) / Zarzuela
- 1680 - Hado y divisa de Leonido y de Marfisa (Calderón de la Barca) / Opéra (dernière œuvre de Calderón)
- 1684 - Apolo y Leucotea (Pedro Scotti de Agoiz) / Zarzuela
- 1684 - Ícaro y Dédalo (Fernández de León) / Œuvre mythologique
- 1685 - El primer templo de Amor (Fernández de León) / Œuvre mythologique-pastorale

## Principales sources pour les œuvres de Juan Hidalgo
- Biblioteca Nacional, Madrid: Ms M 3880, M3881 et M 2478
- Biblioteca Nazionale di San Marco, Venecia: Ms.470, classe IV
- Hispanic Society of America, New York: Ms. HC 380/824a, numéros 39 et 40
- Bayerische Staatsbibliothek, Munich: Mss 2895-2900